# Верхняя Теберда
Верхняя Теберда — аул в Карачаевском районе Карачаево-Черкессии Российской Федерации.
Расположен в 28 км к югу от райцентра — города Карачаевска.
Образует муниципальное образование Верхне-Тебердинское сельское поселение как единственный населённый пункт в его составе.

## История
В 1957 году указом Президиума Верховного Совета РСФСР село Теберда переименовано в аул Верхняя Теберда.

## Население
| 2002  | 2010  | 2012  | 2013  | 2014  | 2015  | 2016  |
| ----- | ----- | ----- | ----- | ----- | ----- | ----- |
| 2262  | ↗2429 | ↗2488 | ↗2491 | ↗2526 | ↗2534 | ↘2515 |
| 2017  | 2018  | 2019  | 2020  | 2021  | 2023  | 2024  |
| ↗2548 | ↗2575 | ↘2555 | ↘2543 | ↘2510 | ↘2483 | ↘2470 |
| 2025  |       |       |       |       |       |       |
| ↗2471 |       |       |       |       |       |       |

## Известные уроженцы
- Магомет Ахияевич Хубиев ― поэт, писатель-сатирик, кандидат филологических наук, фольклорист, певец.